# Feng (Xuzhou)
Der Kreis Feng (chinesisch 豐縣 / 丰县, Pinyin Fēng Xiàn) ist ein chinesischer Kreis, der zum Verwaltungsgebiet der bezirksfreien Stadt Xuzhou in der Provinz Jiangsu gehört. Sein Verwaltungsgebiet hat eine Fläche von 1.446 km² und er zählt 963.531 Einwohner (Stand: Zensus 2010). Sein Hauptort ist die Großgemeinde Fengcheng (凤城镇).